# کلودیو آکوینو
کلودیو آکوینو (انگلیسی: Claudio Aquino؛ زادهٔ ۲۴ ژوئیهٔ ۱۹۹۱) بازیکن فوتبال اهل آرژانتین است.
از باشگاه‌هایی که در آن بازی کرده‌است می‌توان به باشگاه فوتبال گودوی کروز، باشگاه فوتبال فلومیننزه، و باشگاه اتلتیکو ایندپندینته اشاره کرد.